# Parsondas
Parsondas o rei dos cadúsios, que, segundo Ctésias de Cnido, era um medes de origem persa.

## História
Ernst Herzfeld acreditava que o nome de Parsondas é etimologicamente idêntico ao nome de Afrassíabe.